# Asphodeline turcica
Asphodeline turcica là một loài thực vật có hoa trong họ Thích diệp thụ. Loài này được Tuzlaci miêu tả khoa học đầu tiên năm 1998.